# Australian Open 2014 – mužská čtyřhra legend
Vítězem mužské čtyřhry legend se stal australský pár Todd Woodbridge a Mark Woodforde.

## Pavouk
| Legenda                                                       |                                                                        |                                                   |
| - Q – kvalifikant - WC – divoká karta - LL – šťastný poražený | - Alt – náhradník - SE – zvláštní výjimka - PR/SR – žebříčková ochrana | - w/o – bez boje - r – skreč - d – diskvalifikace |

### Finále
| Finále |                                |   |   |      |
|        |                                |   |   |      |
|        |                                |   |   |      |
|        | Todd Woodbridge Mark Woodforde | 4 | 6 | [13] |
|        | Jonas Björkman Thomas Enqvist  | 6 | 2 | [11] |

### Skupina Newcomba
|  |                                | Noah Santoro          | Bahrami Pioline       | Woodbridge Woodforde | Cash Wilander         | Zápasy | Sety | Hry   | Pořadí |
|  | Yannick Noah Fabrice Santoro   |                       | 6–1, 1–6, [12–10]     | 6–4, 3–6, [9–11]     | 7–6(7–4), 3–6, [10–6] | 2–1    | 5–5  | 29–30 | 2      |
|  | Mansour Bahrami Cedric Pioline | 1–6, 6–1, [10–12]     |                       | 6–4, 2–6, [9–11]     | 6–7(2–7), 6–1, [10–8] | 1–2    | 4–5  | 28–27 | 3      |
|  | Todd Woodbridge Mark Woodforde | 4–6, 6–3, [11–9]      | 4–6, 6–2, [11–9]      |                      | 6–3, 1–6, [10–3]      | 3–0    | 6–3  | 30–26 | 1      |
|  | Pat Cash Mats Wilander         | 6–7(4–7), 6–3, [6–10] | 7–6(7–2), 1–6, [8–10] | 3–6, 6–1, [3–10]     |                       | 0–3    | 3–6  | 30–32 | 4      |

### Skupina Rocha
|  |                                 | Ferreira Ivanišević   | Forget Leconte        | Björkman Enqvist | Eagle Florent         | Zápasy | Sety | Hry   | Pořadí |
|  | Wayne Ferreira Goran Ivanišević |                       | 2–6, 7–6(7–5), [8–10] | 6–4, 3–6, [8–10] | 6–7(3–7), 6–1, [7–10] | 0–3    | 3–6  | 30–33 | 4      |
|  | Guy Forget Henri Leconte        | 6–2, 6–7(5–7), [10–8] |                       | 3–6, 6–7(8–10)   | 6–3, 4–6, [10–7]      | 2–1    | 4–4  | 33–31 | 2      |
|  | Jonas Björkman Thomas Enqvist   | 4–6, 6–3, [10–8]      | 6–3, 7–6(10–8)        |                  | 6–3, 6–4              | 3–0    | 6–1  | 36–25 | 1      |
|  | Joshua Eagle Andrew Florent     | 7–6(7–3), 1–6, [10–7] | 3–6, 6–4, [7–10]      | 3–6, 4–6         |                       | 1–2    | 3–5  | 25–35 | 3      |